# Cerodontha superciliosa
Cerodontha superciliosa este o specie de muște din genul Cerodontha, familia Agromyzidae. A fost descrisă pentru prima dată de Zetterstedt în anul 1860. Conform Catalogue of Life specia Cerodontha superciliosa nu are subspecii cunoscute.